# Aphnaeus zebrinus
Aphnaeus zebrinus är en fjärilsart som beskrevs av Moore 1884. Aphnaeus zebrinus ingår i släktet Aphnaeus och familjen juvelvingar. Inga underarter finns listade i Catalogue of Life.